# Brouwerij De Koninck

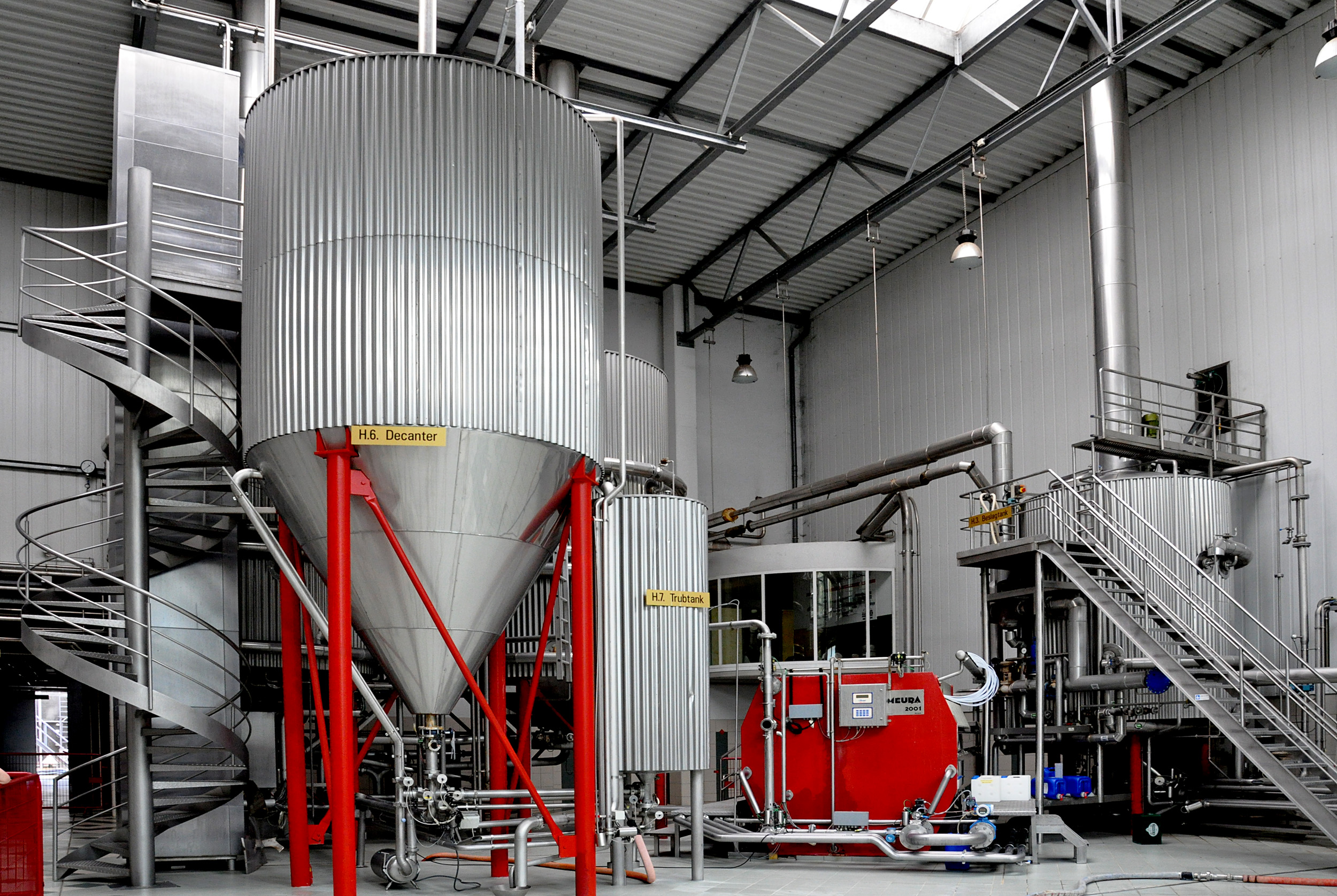
De brouwzaal

Stadbrouwerij De Koninck is een bierbrouwerij in de Belgische stad Antwerpen. Het bedrijf werd opgericht in 1833 door Johannes Vervliet, toen deze besliste om een bestaande afspanning om te bouwen. Vervliet was gehuwd met Elisabeth Cop, de weduwe van Joseph Henricus De Koninck die op diezelfde plaats in 1827 de afspanning had gekocht. De brouwerij werd aanvankelijk ook Brouwerij De Hand genoemd naar een grenspaal met een hand als grensteken. Dit teken waar heraldisch een bronsgroen schild met een zilverwitte opgeheven hand naar verwijst, ligt in de voormalige Warande (nu Koning Albertpark) aan de voormalige Pride- of Boomgaardbeek die sinds de overgang van de 7e naar de 8e eeuw (ten tijde van Pepijn van Herstal, Willibrord en Karel Martel) de grens vormt tussen Haringrode (later behorend tot het district Antwerpen) en Berchem.

## Geschiedenis
- 1845: de zoon van Elisabeth Cop, Carolus De Koninck, neemt de leiding van het bedrijf over.
- 1909: overlijden van Carolus, zuster Josephina neemt de leiding tijdelijk over.
- 1912-1919: Brouwerij De Hand wordt Brasserie Charles De Koninck onder leiding van de vroegere medewerker Florent van Bauwel uit Edegem en de financier Joseph Van den Bogaert uit een brouwersfamilie uit Willebroek.
- 1949 tot 2000: zoon Modeste Van den Bogaert leidt het bedrijf.
- Nadien wordt de brouwerij geleid door diens zonen Bernard en Dominique Van den Bogaert die de technische en commerciële leiding delen.
- 2007: Eerste editie van het bollekesfeest
- 2010: de brouwerij wordt verkocht aan Brouwerij Duvel Moortgat voor de prijs van € 29,9 miljoen. In deze overname is ook het vastgoed (63 herbergen) begrepen. Ook de groep Heineken was in 2010 in de running. De verkopers opteerden echter voor een Vlaamse verankering. Daar had men de keuze tussen Moortgat en Brouwerij Palm. Deze laatste deed een bod omwille van de vrees van verstoring van hun aandeel op de Nederlandse markt bij de overname door Heineken.
- 2015: de brouwerij opent de deuren voor het publiek en de site ondergaat een complete make-over. Er wordt een interactieve brouwerijtour uitgewerkt waarbij bezoekers in verschillende themaruimtes alles te weten komen over Antwerpen als  bierstad, de Belgische bieren en het complete brouwproces.
- 2019: Het bekendste bier De Koninck wordt hernoemd naar zijn bijnaam Bolleke.
- 2025: In mei werd aangekondigd dat de productie van het Bolleke en Tripel d'Anvers al zeker voor drie jaar verhuist naar de hoofdbrouwerij van Duvel Moortgat in Breendonk. De oorzaak zijn bouwwerken in de buurt van de vroegere brouwerij in Antwerpen. [1]

## Bieren
- Bolleke (5,2%) is het bekendste bier van brouwerij De Koninck. Het is een amberkleurige Spéciale belge met een alcoholpercentage van 5,2% en een densiteit van 12° Plato. Dit bier is sinds 1913 op de markt. Het wordt gemaakt met Tsjechische Saaz- hop en honderd procent zuivere mout. De Koninck is door het Vlaams Centrum voor Agro- en Visserijmarketing (de VLAM) erkend als streekproduct.[2] De smaak is licht moutig en licht hoppig met een toets van karamel. Het bier wordt meestal geschonken in een 25 cl kelk met een specifieke bolvorm, er wordt dan gesproken van een bolleke. Het bier wordt ook soms geschonken in een lang slank 25 cl glas, een fluitje. Hiernaast bestaat er een steelglas van 25 cl dat prinske (prinsje, m.a.w. kleine koning, een woordspeling) genoemd wordt. Het bier dat vroeger De Koninck heette veranderde in 2019 tijdens het bollekesfeest officieel naar de naam Bolleke, naar het glas waarin het geschonken wordt. Het bier werd in de volksmond immers al jaren bolleke genoemd.
- Tripel d'Anvers (8%) is een goudblonde, heldere tripel. Het heeft een densiteit van 18° Plato. In smaak is het een subtiel samenspel van kruidige en lichtzoete toetsen; en een frisse, volmondige afdronk. Dit bier is pas sinds 2010 op de markt en is de opvolger van De Koninck Tripel.
- Wild Jo (5,8%) hergist op fles met een wilde Brett-gist. Dit geeft 'm zijn aardse en florale aromas, gevolgd door een bittere afdronk en een lichtzurige toets. Het bier evolueert op fles en is dus een uitstekend bewaarbier.
- De Koninck Winter (6,5%), seizoensbier sinds 2011.

### Uit het assortiment
- Lost in Spice was een blond, kruidig bier van 5.2% met fruitige citrustoetsen en een pittige nasmaak. De brouwerij lanceerde dit bier eerst als 'testbrouwsel' om het later permanent op de markt te brengen. Voor dit bier wordt de techniek van 'dry spicing' toegepast met gember en kardemom.
- De Koninck Blond.